# Michael Wayne Foster
Michael Wayne Foster (* 2. November 1973 in Monroe, Michigan) ist ein US-amerikanischer Schauspieler, Stuntman und Stunt Coordinator sowie Filmproduzent.

## Leben
Foster wurde am 2. November 1973 in Monroe im US-Bundesstaat Michigan als Sohn des Pädagogen Rowland Foster und der Krankenschwester Emilie Foster geboren. Von 1992 bis 1997 studierte er am Mount Union College in Ohio Englisch und Literatur. Während seines Studiums am Mount Union College war er sowohl im Baseball- als auch im Basketballteam aktiv. Er erlangte seinen Bachelor of Arts und arbeitete neun Jahre als Englischlehrer an einer High School. Später machte er seinen Master in Pädagogik. Seit August 2017 ist er mit Karina Chan verheiratet.
Foster debütierte 2003 als Nebendarsteller im Film Screen Door Jesus. In den nächsten Jahren folgten kleinere Rollen in verschiedenen Kurz-, Fernseh- und Spielfilmen sowie in Fernsehserien wie Greek, 90210 oder Car-Jumper. Von 2014 bis 2017 spielte er in insgesamt 17 Episoden Fernsehserie Bad Timing die Rolle des Kevin. 2015 spielte er im Film Road Wars – Willkommen in der Hölle die Rolle des Mandheim. 2016 war er in der Rolle des Riesen Goliath im Film David vs. Goliath als Antagonist zu sehen. 2020 war er im Musikvideo des Liedes Van Horn der Band Saint Motel zu sehen. Eine größere Rolle hatte er 2022 im Kriegsfilm Wolf Hound – Luftschlacht über Frankreich die Rolle des Captain Rolf Werner inne.

## Filmografie (Auswahl)

### Schauspiel
- 2003: Screen Door Jesus (Screen Door Jesus)
- 2007: Greek (Fernsehserie, 2 Episoden, verschiedene Rollen)
- 2008: Lonely Street
- 2008: Man Overboard
- 2008: Domestic Doug (Fernsehfilm)
- 2008–2013: 90210 (Fernsehserie, 2 Episoden)
- 2009: King of the Ring (Kurzfilm)
- 2009: G.I. Joe – Geheimauftrag Cobra (G.I. Joe: The Rise of Cobra)
- 2009: Black Gloves (Kurzfilm)
- 2010: Gene Simmons: Family Jewels (Fernsehserie, Episode 5x14)
- 2012: The Skull Rosary of Frao' Ranggoh (Kurzfilm)
- 2012–2013: Car-Jumper (Fernsehserie, 2 Episoden)
- 2013: Conan (Fernsehserie, Episode 3x125)
- 2013: Miracle at Gate 213 (Fernsehfilm)
- 2013–2014: Face Off (Fernsehserie, 3 Episoden)
- 2013–2014: Karate-Chaoten (Kickin' It, Fernsehserie, 2 Episoden)
- 2014: Bad Timing: The Series (Fernsehfilm)
- 2014: Zack the Zombie Exterminator (Kurzfilm)
- 2014: Tattoo Nightmares (Fernsehserie, 2 Episoden, verschiedene Rollen)
- 2014: Ethereal (Kurzfilm)
- 2014: Precipitation (Kurzfilm)
- 2014–2015: The Board (Fernsehserie, 5 Episoden, verschiedene Rollen)
- 2014–2017: Bad Timing (Fernsehserie, 17 Episoden)
- 2015: Jaya (Kurzfilm)
- 2015: The Middle (Fernsehserie, Episode 6x16)
- 2015: Fight of the Living Dead (Fernsehserie, Episode 1x01)
- 2015: Road Wars – Willkommen in der Hölle (Road Wars)
- 2015: Race War (Kurzfilm)
- 2015: Terms & Conditions
- 2015: Where the Bears Are (Fernsehserie, 4 Episoden)
- 2015: Rom.Com (Miniserie, Episode 3x04)
- 2016: History of the World... For Now (Fernsehserie, Episode 1x01)
- 2016: David vs. Goliath
- 2016: Gamer’s Guide für so ziemlich alles (Gamer's Guide to Pretty Much Everything, Fernsehserie, Episode 1x21)
- 2016: Humanoid – Der letzte Kampf der Menschheit (2307: Winter's Dream)
- 2016: Awkward – Mein sogenanntes Leben (Awkward., Fernsehserie, 2 Episoden)
- 2016: Pinch
- 2016–2017: Die Thundermans (The Thundermans, Fernsehserie, 2 Episoden)
- 2017: Black-ish (Fernsehserie, Episode 3x13)
- 2017: Scumbag
- 2017: Hound House (Kurzfilm)
- 2017: The Other Side (Kurzfilm)
- 2017: Adam K
- 2017: Axeman 2: Overkill
- 2017: Henry Danger (Fernsehserie, Episode 4x02)
- 2017: The Walking Dead: Webisodes (Miniserie, 2 Episoden)
- 2017: The Haunt (Fernsehserie)
- 2018: Snake Outta Compton
- 2018: E.N.T.E.R. (Kurzfilm)
- 2019: Lethal Weapon (Fernsehserie, Episode 3x13)
- 2019: Kim Hushable (Miniserie, Episode 1x03)
- 2019: The Letter Red
- 2020: MacGyver (Fernsehserie, Episode 4x01)
- 2020: Weekend Retreat (Kurzfilm)
- 2020: S41NT (Fernsehfilm)
- 2020: Brews Brothers (Fernsehserie, Episode 1x07)
- 2020: The Legend of Dog Lady Island
- 2020: The Eric Andre Show (Fernsehserie, Episode 5x01)
- 2020: Embattled
- 2021: The Wrong Prince (Kurzfilm)
- 2021: For the Hits
- 2021: Overrun
- 2022: Knightmare: Man or Bat (Kurzfilm)
- 2022: Wolf Hound – Luftschlacht über Frankreich (Wolf Hound)
- 2022: Der Exorzismus der Gretchen Lang (My Best Friend's Exorcism)
- 2023: The Haunted, the Possessed and the Damned

### Stunts
- 2020: Saint Motel: Van Horn (Musikvideo)
- 2020: Borat: Anschluss Moviefilm
- 2022: Knightmare: Man or Bat (Kurzfilm)

### Produktion
- 2016: Pinch
- 2018: Street Shadows